# لامار (کلرادو)
لامار (به انگلیسی: Lamar) شهری در ایالت کلرادو کشور ایالات متحده آمریکا است که جمعیت آن در سرشماری سال ۲۰۱۰ میلادی، ۷٬۸۰۴ نفر بوده‌است.